# ダットくん
『ダットくん』はNHK総合テレビジョンの幼児向け番組『おかあさんといっしょ』の人形（着ぐるみ）劇。1967年（昭和42年）4月3日から1969年（昭和44年）9月30日まで放送。

## 概要
『おかあさんといっしょ』の月曜・火曜と連続して放送されていたコーナーで、原作・飯沢匡、人形デザイン（キャラクターデザイン）・土方重巳による子供向け着ぐるみ劇。「人形が動き出す」という設定は、前作『ブーフーウー』、次々作『とんでけブッチー』と共通している。
子供部屋を模したスタジオセットにいる進行役のおねえさん（吉田珠江）が、部屋にいる子どもたちにお話をするスタイルでエピソードが始まる。そしてメガネがトレードマークの白ウサギの男の子「ダットくん」と彼の妹「ピョン子ちゃん」のぬいぐるみ人形を、おもちゃの機関車の客車に乗せて走らせると、床に敷かれたレールは壁の不思議なトンネルにつながっており、トンネルと抜けると「おはなしの森」の世界となり、ぬいぐるみが「着ぐるみ」に代わり、着ぐるみキャラクターによるドラマが展開される。
月曜日に子ども部屋を出発、おじいさんやおばあさんの住む森の家を訪ね、自然やそこに住む不思議な妖精たちと触れ合った後、再び機関車で子供部屋に帰って来る、という設定で、帰着後はぬいぐるみに戻る。部屋のテレビには森の様子が映し出されており、ダットくん兄妹が森にいる間、子どもたちはおねえさんと部屋のテレビに映し出される様子を見守り、劇中の魔法の歌を一緒に合唱する、という演出もあった。
森の仲間としては、おじいさん、おばあさんの他、いたずら好きだがどこか憎めない黒ウサギの「ゴンタくん」、4体の不思議な形のキャラが組み合わさった「コダマ」の仲間たち、輝く光と共に声は発するが姿は見えない「森の女王様」など。悪いいたずらをしたゴンタくんが女王様に懲らしめられるシーンでは、木から逆さまに吊るされたゴンタくんが「逆さまだからタンゴだ」と言って、タンゴアレンジの悲しみの歌を歌う、というシニカルな描写もあった。
メインキャラクターは二人と、『おかあさんといっしょ』の人形劇の中では現時点で最も少ない。また、ピョン子ちゃんは、歴代着ぐるみメインキャラクターで初代・女の子キャラクターになる。さらに『ブーフーウー』や第5作『うごけぼくのえ』など、後の作品とは異なり「ダットくん」「ピョン子ちゃん」と、敬称までがメインキャラクターの公式名称になっている。
主要キャストは『ブーフーウー』から引き続きの起用となった。
NHKにはカラーの番組紹介の映像が保存されている（本編はモノクロ制作）。

## 登場人物

### メインキャラクター
ダットくん
声 - 黒柳徹子
メガネをかけた白いウサギの男の子。いつも元気で好奇心旺盛だが、少しおっちょこちょいなところもある。
ピョン子ちゃん
声 - 堀絢子
白いウサギの女の子で、ダットくんの妹。小さいが、しっかり者。

### サブキャラクター
おじいさん
声 - 永山一夫
ダットくんとピョン子ちゃんの祖父。
おばあさん
声 - 里見京子
ダットくんとピョン子ちゃんの祖母。
ゴンタくん
声 - 大山のぶ代
黒いウサギの男の子。いたずら好きだが、どこか憎めない。
コダマ
声 - 三輪勝恵、愛川欽也、八木光生、真船道朗
森の女王
声 - 新道乃里子
森を見守り、いつも悪いいたずらをしたゴンタくんを懲らしめている。

### その他
おねえさん
演 - 吉田珠江

## 音楽
どちらも作詞・飯沢匡、作曲・小森昭宏
主題歌「汽車のうた」
歌 / 木犀会
歴代人形劇の主題歌で、曲名が番組タイトルになっていない、歌詞にキャラクター名や特徴が入っていないのは『ファンターネ!』までで唯一の作品になっている。
エンディングテーマ「さよなら」
歌 / ダット・ピョンコ・木犀会
エンディングを取り入れた最初の作品である。